# Australische Frauen-Cricket-Nationalmannschaft in Indien in der Saison 2023/24
Die Tour der australischen Frauen-Cricket-Nationalmannschaft nach Indien in der Saison 2023/24 fand vom 21. Dezember 2023 bis zum 9. Januar 2024 statt. Die internationale Cricket-Tour war Bestandteil der Internationalen Cricket-Saison 2023/24 und umfasste einen WTest, drei WODIs und drei WTwenty20s. Indien gewann die WTest, während Australien die WODI-Serie 3−0 und die WTwenty20-Serie 2−1 gewann.

## Vorgeschichte
Australien spielte zuvor eine Tour gegen die West Indies, Indien gegen England. Das letzte Aufeinandertreffen der beiden Mannschaften bei einer Tour fand in der Saison 2022/23 in Indien statt.

## Stadien
Die folgenden Stadien wurden für die Austragung der Tour ausgewählt.
| Stadion          | Stadt       | Kapazität | Spiele                 |
| ---------------- | ----------- | --------- | ---------------------- |
| Wankhede Stadium | Mumbai      | 33.108    | 1. WTest; 1. – 3. WODI |
| DY Patil Stadium | Navi Mumbai | 45.300    | 1. – 3. WT20           |

## Kaderlisten
Australien benannte seine Kader am 14. November 2023.
Indien benannte seinen WTest-Kader am 1. Dezember 2023 und seinen WODI- und WT20-Kader am 25. Dezember 2023.
| WTest | WTest | WODI | WODI | WTwenty20 | WTwenty20 |
| Indien | Australien | Indien | Australien | Indien | Australien |
| --- | --- | --- | --- | --- | --- |
| - Harmanpreet Kaur (K) - Smriti Mandhana (VK) - Yastika Bhatia (wk) - Harleen Deol - Richa Ghosh (wk) - Rajeshwari Gayakwad - Saika Ishaque - Sneh Rana - Jemimah Rodrigues - Deepti Sharma - Meghna Singh - Titas Sadhu - Satheesh Shubha - Renuka Singh - Pooja Vastrakar - Shafali Verma | - Alyssa Healy (K, wk) - Tahlia McGrath (VK) - Darcie Brown - Lauren Cheatle - Ashleigh Gardner - Kim Garth - Heather Graham - Jess Jonassen - Alana King - Phoebe Litchfield - Beth Mooney (wk) - Ellyse Perry - Megan Schutt - Annabel Sutherland - Georgia Wareham | - Harmanpreet Kaur (K) - Smriti Mandhana (VK) - Yastika Bhatia (wk) - Harleen Deol - Richa Ghosh (wk) - Saika Ishaque - Mannat Kashyap - Amanjot Kaur - Shreyanka Patil - Sneh Rana - Jemimah Rodrigues - Titas Sadhu - Deepti Sharma - Renuka Singh - Pooja Vastrakar - Shafali Verma | - Alyssa Healy (K, wk) - Tahlia McGrath (VK) - Darcie Brown - Ashleigh Gardner - Kim Garth - Heather Graham - Jess Jonassen - Alana King - Phoebe Litchfield - Beth Mooney (wk) - Ellyse Perry - Megan Schutt - Annabel Sutherland - Georgia Wareham | - Harmanpreet Kaur (K) - Smriti Mandhana (VK) - Kanika Ahuja - Yastika Bhatia (wk) - Richa Ghosh (wk) - Saika Ishaque - Mannat Kashyap - Amanjot Kaur - Minnu Mani - Shreyanka Patil - Jemimah Rodrigues - Titas Sadhu - Deepti Sharma - Renuka Singh - Pooja Vastrakar - Shafali Verma | - Alyssa Healy (K, wk) - Tahlia McGrath (VK) - Darcie Brown - Ashleigh Gardner - Kim Garth - Heather Graham - Grace Harris - Jess Jonassen - Alana King - Phoebe Litchfield - Beth Mooney (wk) - Ellyse Perry - Megan Schutt - Annabel Sutherland - Georgia Wareham |

## Women’s Test in Mumbai
| 21. – 24. Dezember Scorecard | Mumbai | Australien 219 (77.4) & 261 (105.4) | – | Indien 406 (126.3) & 75-2 (18.4) |
|                              |        | Indien gewinnt mit 8 Wickets        |   |                                  |

Australien gewann den Münzwurf und entschied sich, als Schlagmannschaft zu beginnen. Für sie bildete Eröffnungs-Batterin Beth Mooney zusammen mit der vierten Schlagfrau Tahlia McGrath eine Partnerschaft. McGrath schied nach einem Fifty über 50 Runs aus und wurde durch Alyssa Healy ersetzt. Mooney verlor ihr Wicket nach 40 Runs und nachdem Annabel Sutherland aufs Feld kam, schied auch Healy nach 38 Runs aus. An die Seite von Sutherland gesellte sich Ashleigh Gardner. Sutherland schied nach 16 Runs aus und Gardner kurz darauf nach 11 Runs. Daraufhin formten Jess Jonassen und Kim Garth eine Partnerschaft. Jonassen schied nach 19 Runs aus, während Garth das Innings ungeschlagen nach 28* Runs beendete. Beste indische Bowlerinnen waren Pooja Vastrakar und Sneh Rana mit 3 Wickets für 56 Runs. Für Indien begannen Shafali Verma und Smriti Mandhana. Verma erreichte 40 Runs und der Tag endete beim Stand von 98/1. Am zweiten Tag schied auch Mandhana nach einem Fifty über 74 Runs aus, bevor Richa Ghosh und Jemimah Rodrigues ins Spiel kamen und eine Partnerschaft über 113 Runs erreichten. Ghosh gelang ein Fifty über 52 Runs und nachdem sich Deepti Sharma etablierte, verlor auch Rodrigues nach einem Fifty über 73 Runs ihr Wicket. An der Seite von Sharma gesellte sich Pooja Vastrakar, die zusammen den Tag beim Stand von 376/7 endete. Am dritten Tag schied Vastrakar nach 47 Runs und kurz darauf Sharma nach einem Fifty über 78 Runs aus. Das Innings endete für Indien mit einem Vorsprung von 187 Runs. Beste australische Bowlerin war Ashleigh Gardner mit 4 Wickets für 100 Runs. Für Australien formten die Eröffnungs-Batterinnen Beth Mooney und Phoebe Litchfield eine Partnerschaft. Mooney gelangen 33 und Litchfield 18 Runs, bevor Ellyse Perry und Tahlia McGrath eine Partnerschaft formten. Perry wurde nach 45 Runs von Alyssa Healy ersetzt und McGrath gelang ein Fifty über 73 Runs. Daraufhin kam Annabel Sutherland ins Spiel und nachdem Healy nach 32 Runs ausschied, endete der Tag beim Stand von 233/5. Am vierten Tag verlor Sutherland nach 27 Runs ihr Wicket und nachdem sich keine weitere Batterin etablieren konnte, endete das Innings mit einer Vorgabe von 75 Runs für Indien. Beste indische Bowlerin war Sneh Rana mit 4 Wickets für 63 Runs. Für Indien etablierte sich Eröffnungs-Batterin Smriti Mandhana und nachdem die dritte Schlagfrau Richa Ghosh 13 Runs erreichte, konnte zusammen mit Jemimah Rodrigues die Vorgabe im 19. Over eingeholt werden. Manhana gelangen dabei 38* Runs und Rodrigues 12* Runs. Die australischen Wickets erzielte Ashleigh Gardner und Kim Garth. Als Spielerin des Spiels wurde Sneh Rana ausgezeichnet.

## Women’s One-Day Internationals

### Erstes WODI in Mumbai
| 28. Dezember Scorecard | Mumbai | Indien 282-8 (50)                | – | Australien 285-4 (46.3) |
|                        |        | Australien gewinnt mit 6 Wickets |   |                         |

Indien gewann den Münzwurf und entschied sich als Schlagmannschaft zu beginnen. Als Spielerin des Spiels wurde Phoebe Litchfield ausgezeichnet.

### Zweites WODI in Mumbai
| 30. Dezember Scorecard | Mumbai | Australien 258-8 (50)         | – | Indien 255-8 (50) |
|                        |        | Australien gewinnt mit 3 Runs |   |                   |

Australien gewann den Münzwurf und entschied sich als Schlagmannschaft zu beginnen. Als Spielerin des Spiels wurde Annabel Sutherland ausgezeichnet.

### Drittes WODI in Mumbai
| 2. Januar Scorecard | Mumbai | Australien 338-7 (50)           | – | Indien 148 (32.4) |
|                     |        | Australien gewinnt mit 190 Runs |   |                   |

Australien gewann den Münzwurf und entschied sich als Schlagmannschaft zu beginnen. Als Spielerin des Spiels wurde Phoebe Litchfield ausgezeichnet.

## Women’s Twenty20 Internationals

### Erstes WTwenty20 in Navi Mumbai
| 5. Januar Scorecard | Navi Mumbai | Australien 141 (19.1)        | – | Indien 145-1 (17.4) |
|                     |             | Indien gewinnt mit 9 Wickets |   |                     |

Indien gewann den Münzwurf und entschied sich als Feldmannschaft zu beginnen. Als Spielerin des Spiels wurde Titas Sadhu ausgezeichnet.

### Zweites WTwenty20 in Navi Mumbai
| 7. Januar Scorecard | Navi Mumbai | Indien 130-8 (20)                | – | Australien 133-4 (19) |
|                     |             | Australien gewinnt mit 6 Wickets |   |                       |

Australien gewann den Münzwurf und entschied sich als Feldmannschaft zu beginnen. Als Spielerin des Spiels wurde Kim Garth ausgezeichnet.

### Drittes WTwenty20 in Navi Mumbai
| 9. Januar Scorecard | Navi Mumbai | Indien 147-6 (20)                | – | Australien 149-3 (18.4) |
|                     |             | Australien gewinnt mit 7 Wickets |   |                         |

Australien gewann den Münzwurf und entschied sich als Feldmannschaft zu beginnen. Als Spielerin des Spiels wurde Annabel Sutherland ausgezeichnet.

## Auszeichnungen

### Player of the Series
Als Player of the Series wurden der folgende Spieler ausgezeichnet.
| Serie | Player of the Series |
| ----- | -------------------- |
| WTest | –                    |
| WODI  | Phoebe Litchfield    |
| WT20  | Alyssa Healy         |

### Player of the Match
Als Player of the Match wurden die folgenden Spielerinnen ausgezeichnet.
| Spiel    | Player of the Match |
| -------- | ------------------- |
| 1. WTest | Sneh Rana           |
| 1. WODI  | Phoebe Litchfield   |
| 2. WODI  | Annabel Sutherland  |
| 3. WODI  | Phoebe Litchfield   |
| 1. WT20  | Titas Sadhu         |
| 2. WT20  | Kim Garth           |
| 3. WT20  | Annabel Sutherland  |